# میوهون-جی

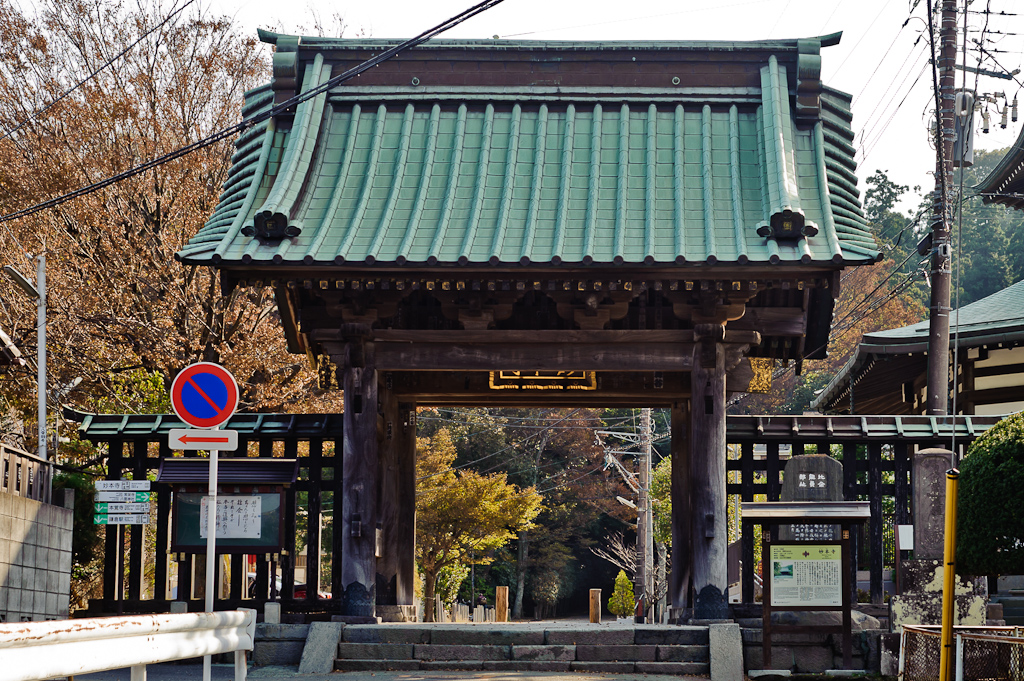

میوهون-جی (به ژاپنی: 妙本寺 Myōhon-ji)، یکی از قدیمی‌ترین معابد فرقه نیچیرن در کاماکورا، کاناگاوا، نام رسمی آن چوکو-زن میوهون-جی است (中小山 Myōhonji) از نام پس از مرگ پدر نیچیرن و «میوهون» گرفته شده است.